# Albert Friedrich Bach
Albert Friedrich Bach (* 17. November 1761 in Büderich; † 10. Februar 1838 in Schermbeck) war ein deutscher Kommunalpolitiker.

## Leben
Bach war ursprünglich preußischer Akzise-Inspektor.
Von 1798 bis 1803 war er Bürgermeister seiner Geburtsstadt Büderich. 
Dann wurde er Rendant des Steeler Waisenhauses, der Fürstin-Franziska-Christine-Stiftung. Vom 1. September 1808 bis zum 28. Juni 1811 war er zunächst Direktor und dann Maire der Stadt Steele.
Im Ruhestand lebte er in Schermbeck.